# Tabita Joseph
Pour les articles homonymes, voir Joseph.
Tabita Joseph, née le 13 septembre 2003 à la Plaine du Cul-de-Sac à Haïti, est une footballeuse internationale haïtienne, qui joue au poste de défenseure à l'Olympique de Marseille.

## Biographie

### Carrière en club
Tabita Joseph naît le 13 septembre 2003 à la Plaine du Cul-de-Sac, elle est capable de jouer aussi bien dans l’axe de la défense que sur le côté droit, des postes où ses qualités de vitesse et de combativité font des merveilles. Elle est formée à l’AS Tigresses où elle joue jusqu'en 2021.
En novembre 2021, elle effectue un essai en stage aux Girondins de Bordeaux (D1 Arkema) sans succès mais est repérée par le club français du Stade brestois 29 qui l'engage en décembre 2021,. Elle évolue durant deux saisons à Brest en deuxième division, où elle dispute 31 rencontres, dont 28 comme titulaire, et marque deux buts. En fin de contrat avec Brest elle signe à l'Olympique de Marseille.

### En sélection
Elle fait partie de l'équipe d'Haïti disputant le Championnat féminin de la CONCACAF 2022.
Elle dispute ensuite la Coupe du monde 2023. Elle est titulaire en défense centrale lors du premier match de l'histoire de la sélection dans cette compétition, contre l'Angleterre (défaite 1-0).

### Statistiques détaillées
| Saison                | Club                   | Championnat           | Championnat | Championnat | Coupe(s) nationale(s) | Coupe(s) nationale(s) | Haïti | Haïti | Total | Total |
| Saison                | Club                   | Division              | M.          | B.          | M.                    | B.                    | M.    | B.    | M.    | B.    |
| 2018                  | AS Tigresses           | Division 1            | -           | -           | -                     | -                     | 3     | 0     | 3     | 0     |
| 2019                  | AS Tigresses           | Division 1            | -           | -           | -                     | -                     | -     | -     | 0     | 0     |
| 2020                  | AS Tigresses           | Division 1            | -           | -           | -                     | -                     | 2     | 0     | 2     | 0     |
| 2021                  | AS Tigresses           | Division 1            | -           | -           | -                     | -                     | -     | -     | 0     | 0     |
| Sous-total            | Sous-total             | Sous-total            | -           | -           | -                     | -                     | 5     | 0     | 5     | 0     |
| 2021-2022             | Stade brestois 29      | Division 2            | 11          | 0           | -                     | -                     | 1     | 0     | 12    | 0     |
| 2022-2023             | Stade brestois 29      | Division 2            | 20          | 2           | 1                     | 0                     | 3     | 0     | 24    | 2     |
| Sous-total            | Sous-total             | Sous-total            | 31          | 2           | 1                     | 0                     | 4     | 0     | 36    | 2     |
| 2023-2024             | Olympique de Marseille | Division 2            | 7           | 0           | 1                     | 0                     | 5     | 0     | 13    | 0     |
| 2024-2025             | Olympique de Marseille | Seconde Ligue         | 13          | 0           | -                     | -                     | 2     | 0     | 15    | 0     |
| Sous-total            | Sous-total             | Sous-total            | 20          | 0           | 1                     | 0                     | 7     | 0     | 28    | 0     |
| Total sur la carrière | Total sur la carrière  | Total sur la carrière | 51          | 2           | 2                     | 0                     | 16    | 0     | 69    | 2     |

### En sélection

#### Matchs internationaux
Le tableau suivant liste les rencontres de l'équipe d'Haïti dans lesquelles Tabita Joseph a été sélectionnée depuis le 9 mai 2018 jusqu'à présent.

## Palmarès
- Championnat de France D2
  - Championne en 2025 avec l'Olympique de Marseille